# 陈永龙 (1946年)
陈永龙（1946年6月—），江苏泰兴人，中华人民共和国政治人物、外交官。

## 生平
毕业于北京对外贸易学院。1971年，进入中华人民共和国外交部工作，任驻达卡总领事馆职员。1972年，赴英国伦敦伊林技术高教学院进修。1974年毕业后，先后在驻乌干达大使馆、外交部办公厅、常驻联合国代表团、外交部政策研究室任职，后任外交部政策研究室副主任。1998年，任驻美国大使馆公使衔参赞。2001年9月，出任中华人民共和国驻约旦大使。2003年12月，出任中华人民共和国驻以色列大使。2007年，离任回国，退出一线外交，改任中国人民外交学会副会长。2010年，任国家气候变化专家委员会委员。2014年12月，任外交部外交政策咨询委员会委员。

## 家庭
已婚，有一子。